# Zymoetz River
Der Zymoetz River, lokal auch Copper River genannt, ist ein größerer orographisch linker Nebenfluss des Skeena River im Nordwesten der kanadischen Provinz British Columbia, der etwa 10 Prozent zu dessen Wassermenge beiträgt.

## Flusslauf
Der Zymoetz River entspringt in den Hazelton Mountains, einem Gebirgszug östlich der Kitimat Ranges. Das Quellgebiet liegt etwa 15 Kilometer südwestlich von Smithers. Am Oberlauf liegen die Seen Aldrich Lake, Dennis Lake und McDonnell Lake. Unterhalb des McDonnell Lake mündet der Serb Creek von Süden kommend in den Zymoetz River. Der Zymoetz River fließt anschließend 25 Kilometer nach Westen, wendet sich auf den folgenden 40 Kilometern nach Süden und fließt auf seinen letzten 40 Kilometern erneut nach Westen. Der Zymoetz River mündet schließlich 7,5 Kilometer ostnordöstlich von Terrace in den Skeena River. Größere Nebenflüsse des Zymoetz River sind Serb Creek, Clore River, Kitnayakwa River und Limonite Creek. Der British Columbia Highway 37 (Stewart-Cassiar Highway) überquert den Zymoetz River unmittelbar oberhalb dessen Mündung.
Der Zymoetz River hat eine Gesamtlänge von ungefähr 130 Kilometern. Unterhalb des McDonnell Lake beträgt die Flusslänge etwa 109 Kilometer. Das Einzugsgebiet des Zymoetz River umfasst 3080 Quadratkilometer. Der mittlere Abfluss 13 Kilometer oberhalb der Mündung beträgt 106 Kubikmeter pro Sekunde. Die Monate Mai, Juni und Juli sind die abflussreichsten.

## Flussfauna
Im Fluss werden u. a. Stahlkopf-Forellen gefangen.